# José González Lucas
José González Lucas, conocido como Pepe Dominguín (Madrid, 19 de marzo de 1922-Madrid, 6 de julio de 2003) fue un matador de toros español. 
Hijo del matador Domingo Dominguín y hermano de Luis Miguel Dominguín y de Domingo Dominguín, una saga de matadores del siglo XX. Iba a ser también tío abuelo de los hermanos Francisco y Cayetano Rivera Ordóñez.
Pepe Dominguín se presentó por primera vez en una novillada picada cuando tenía 14 años. Empezaba entonces un camino que le llevaría a tomar la alternativa ocho años después. La alternativa ocurrió en Las Ventas, el 15 de mayo de 1944, Día de Santo Isidro. Fue su padrino Antonio Bienvenida y testigo Morenito de Talavera, lidiando un toro llamado Berreón, de J. Buendía. El torero se destacaba en la suerte de banderillas, pero su carrera fue irregular, sobre todo a partir del ascenso de su hermano Luis Miguel.
Más allá del toreo, Pepe Dominguín se dedicó a la literatura y a la pintura. Escribió varios libros; en el más conocido, Mi gente, aborda sus memorias de torero y secretos del espectáculo taurino. En Rojo y oro aclaró su pensamiento ideológico, de matriz comunista y marcado por la oposición al gobierno de Francisco Franco.
Estuvo casado con la actriz María Rosa Salgado.